# Bruges (Gironde)
Pour les articles homonymes, voir Bruges (homonymie).
Bruges est une commune du Sud-Ouest de la France, située dans le département de la Gironde, en région Nouvelle-Aquitaine.

## Géographie

### Localisation
Commune de l'aire d'attraction de Bordeaux située dans son unité urbaine au nord-ouest de Bordeaux (6 km au centre de Bordeaux) et arrosée par la Jalle de Blanquefort.

### Communes limitrophes
Les communes limitrophes sont Blanquefort, Le Bouscat, Bordeaux et Eysines.
|         | Blanquefort |          |
| Eysines | Bruges      | Bordeaux |
|         | Le Bouscat  |          |

### Climat
Pour des articles plus généraux, voir Climat de la Nouvelle-Aquitaine et Climat de la Gironde.
Historiquement, la commune est exposée à un climat océanique aquitain.  
En 2020, Météo-France publie une typologie des climats de la France métropolitaine dans laquelle la commune est exposée à un climat océanique et est dans la région climatique  Aquitaine, Gascogne, caractérisée par une pluviométrie abondante au printemps, modérée en automne, un faible ensoleillement au printemps, un été chaud (19,5 °C), des vents faibles, des brouillards fréquents en automne et en hiver et des orages fréquents en été (15 à 20 jours).
Pour la période 1971-2000, la température annuelle moyenne est de 14,2 °C, avec une amplitude thermique annuelle de 13,8 °C. Le cumul annuel moyen de précipitations est de 850 mm, avec 12,2 jours de précipitations en janvier et 5,8 jours en juillet. Pour la période 1991-2020, la température moyenne annuelle observée sur la station météorologique la plus proche, située sur la commune de Mérignac à 5 km à vol d'oiseau, est de 14,2 °C et le cumul annuel moyen de précipitations est de 924,9 mm,. Pour l'avenir, les paramètres climatiques de la commune estimés pour 2050 selon différents scénarios d’émission de gaz à effet de serre sont consultables sur un site dédié publié par Météo-France en novembre 2022.

## Urbanisme

### Typologie
Au 1er janvier 2024, Bruges est catégorisée grand centre urbain, selon la nouvelle grille communale de densité à sept niveaux définie par l'Insee en 2022.
Elle appartient à l'unité urbaine de Bordeaux, une agglomération intra-départementale regroupant 73  communes, dont elle est une commune de la banlieue,,. Par ailleurs la commune fait partie de l'aire d'attraction de Bordeaux, dont elle est une commune du pôle principal,. Cette aire, qui regroupe 275 communes, est catégorisée dans les aires de 700 000 habitants ou plus (hors Paris),.

### Occupation des sols

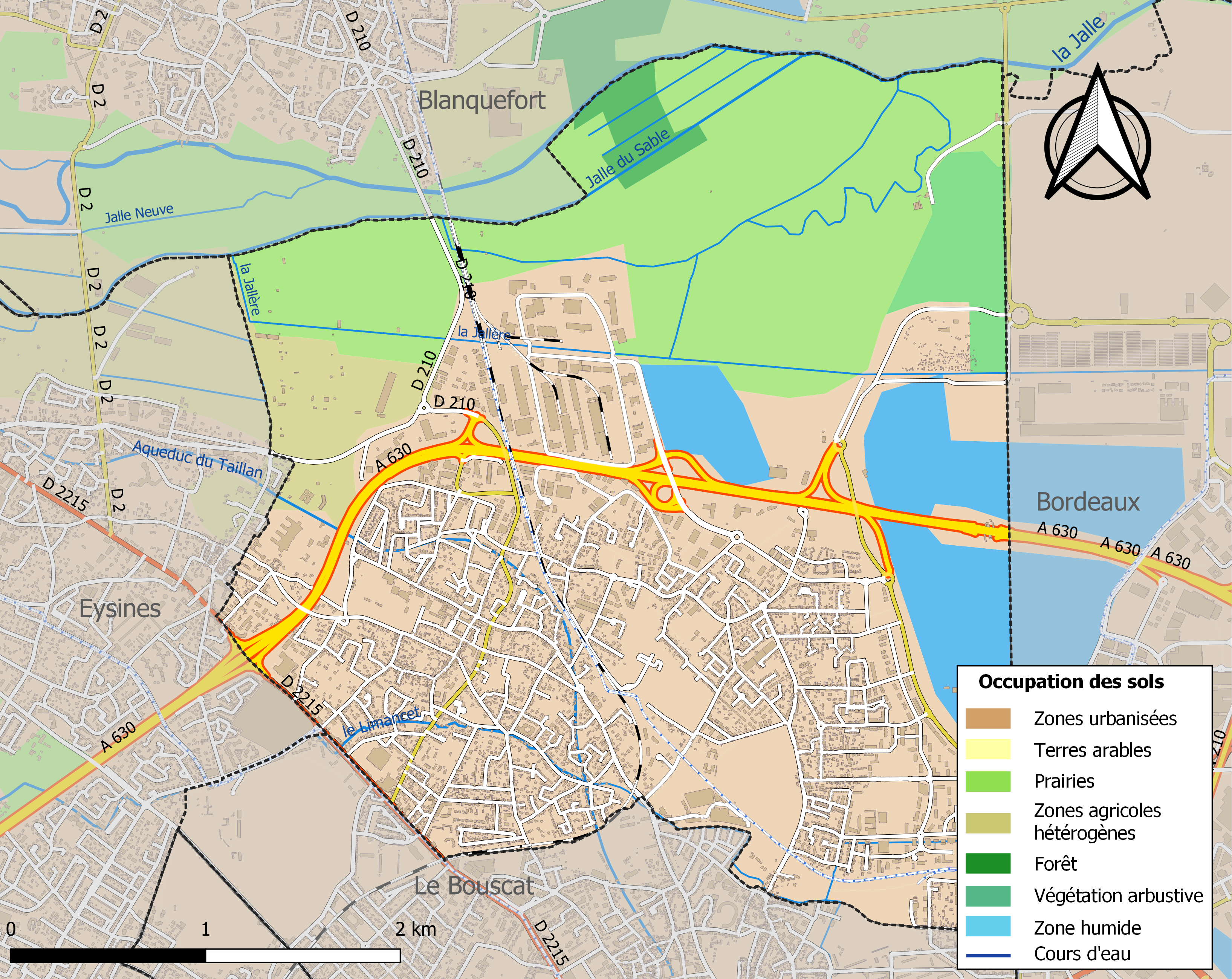
Carte des infrastructures et de l'occupation des sols de la commune en 2018 (CLC).

L'occupation des sols de la commune, telle qu'elle ressort de la base de données européenne d’occupation biophysique des sols Corine Land Cover (CLC), est marquée par l'importance des territoires artificialisés (59,7 % en 2018), en augmentation par rapport à 1990 (49,5 %). La répartition détaillée en 2018 est la suivante : 
zones urbanisées (34,9 %), prairies (24,3 %), zones industrielles ou commerciales et réseaux de communication (22,4 %), eaux continentales (8,1 %), zones agricoles hétérogènes (3,6 %), milieux à végétation arbustive et/ou herbacée (2,9 %), espaces verts artificialisés, non agricoles (2,4 %), forêts (1,4 %). L'évolution de l’occupation des sols de la commune et de ses infrastructures peut être observée sur les différentes représentations cartographiques du territoire : la carte de Cassini (XVIIIe siècle), la carte d'état-major (1820-1866) et les cartes ou photos aériennes de l'IGN pour la période actuelle (1950 à aujourd'hui).

### Voies de communication et transports

#### Réseau routier
Accès par la rocade () aux sorties  04a - Le Tasta,  05 - ZI Bruges Bordeaux Fret et  06 - Bruges centre.

#### Réseau TBM à compter du 4 septembre 2023
Bruges sera desservie par les lignes TBM suivantes:
- (de l'arrêt Cracovie à l'arrêt Gare de Bruges)
- (arrêts Champ de Course - Treulon et Sainte-Germaine)
- 7 - 15 - 33 - 35 - 37 - 70 - 72 - 75

#### Réseau Trans Gironde
Le réseau Trans Gironde ne dessert pas la commune.

#### TrainTER Nouvelle-Aquitaine
La gare de Bruges est située sur la ligne du Médoc et voit passer les trains reliant Bordeaux aux différentes villes du Médoc.

### Risques majeurs
Le territoire de la commune de Bruges est vulnérable à différents aléas naturels : météorologiques (tempête, orage, neige, grand froid, canicule ou sécheresse), inondations, mouvements de terrains et séisme (sismicité faible). Un site publié par le BRGM permet d'évaluer simplement et rapidement les risques d'un bien localisé soit par son adresse soit par le numéro de sa parcelle.
La commune fait partie du territoire à risques importants d'inondation (TRI) de Bordeaux, regroupant les 28 communes concernées par un risque de submersion marine ou de débordement de la Garonne, un des 18 TRI qui ont été arrêtés fin 2012 sur le bassin Adour-Garonne. Les crues significatives qui se sont produites au XXe siècle, avec plus de 6,70 m mesurés au marégraphe de Bordeaux sont celles du 27 décembre 1999 (7,05 m, débit de la Garonne de 700 m3/s), du 13 décembre 1981 (6,85 m, 1500 à 2 000 m3/s), du 19 mars 1988 (6,84 m, 4 000 m3/s), du 7 février 1996 (6,77 m, 1 000 m3/s) et du 28 avril 1998 (6,73 m, 2 700 m3/s). Au XXIe siècle, ce sont celles liées à la tempête Xynthia du 28 février 2010 (6,92 m, 816 m3/s) et du 31 janvier 2014 (6,9 m, 2500 à 3 000 m3/s). Des cartes des surfaces inondables ont été établies pour trois scénarios : fréquent (crue de temps de retour de 10 ans à 30 ans), moyen (temps de retour de 100 ans à 300 ans) et extrême (temps de retour de l'ordre de 1 000 ans, qui met en défaut tout système de protection). La commune a été reconnue en état de catastrophe naturelle au titre des dommages causés par les inondations et coulées de boue survenues en 1982, 1983, 1984, 1986, 1993, 1999, 2009, 2013 et 2018,.
Les mouvements de terrains susceptibles de se produire sur la commune sont des tassements différentiels.

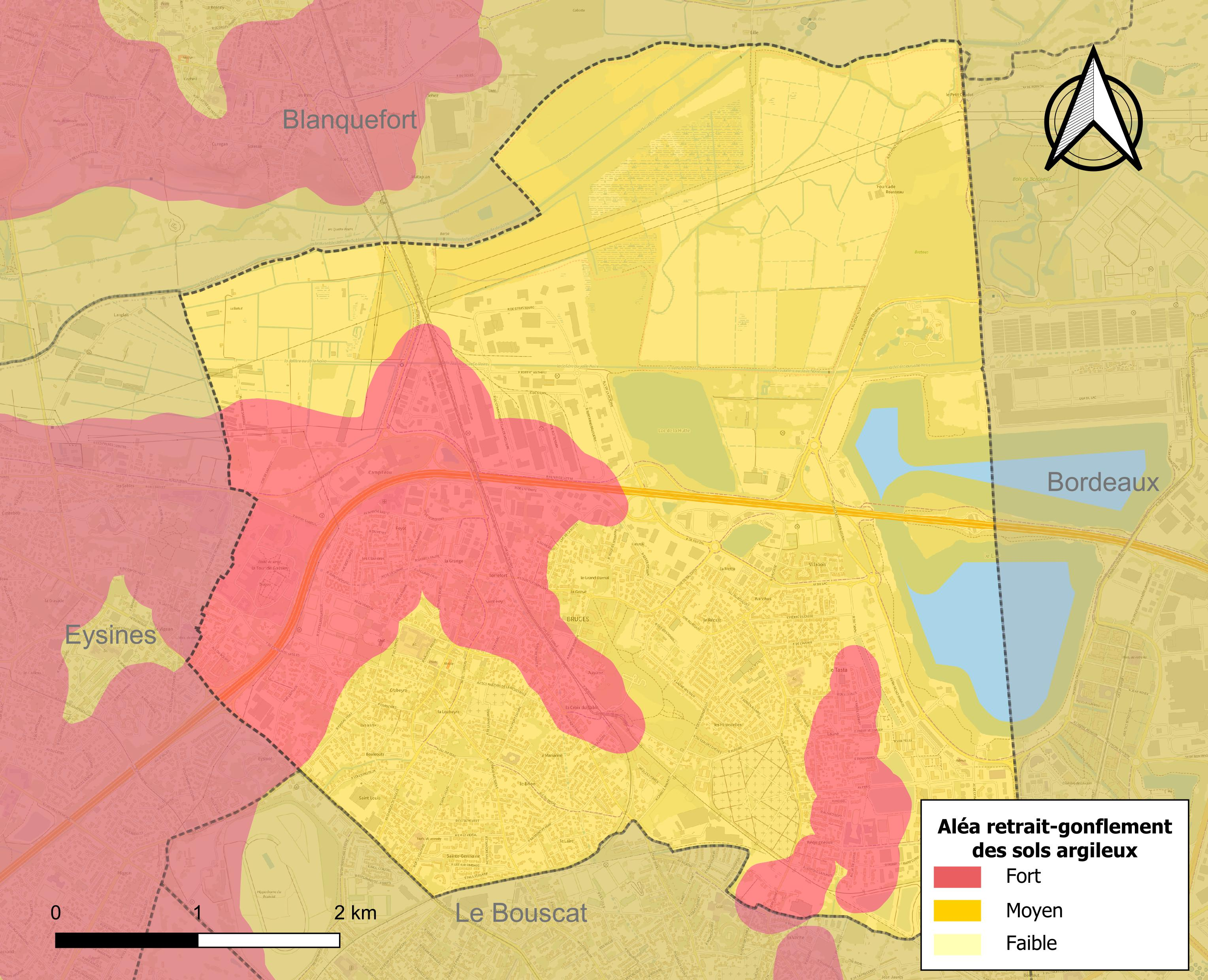
Carte des zones d'aléa retrait-gonflement des sols argileux de Bruges.

Le retrait-gonflement des sols argileux est susceptible d'engendrer des dommages importants aux bâtiments en cas d’alternance de périodes de sécheresse et de pluie. 97,7 % de la superficie communale est en aléa moyen ou fort (67,4 % au niveau départemental et 48,5 % au niveau national). Sur les 3 891 bâtiments dénombrés sur la commune en 2019,  3 891 sont en aléa moyen ou fort, soit 100 %, à comparer aux 84 % au niveau départemental et 54 % au niveau national. Une cartographie de l'exposition du territoire national au retrait gonflement des sols argileux est disponible sur le site du BRGM,.
Par ailleurs, afin de mieux appréhender le risque d’affaissement de terrain, l'inventaire national des cavités souterraines permet de localiser celles situées sur la commune.
Concernant les mouvements de terrains, la commune a été reconnue en état de catastrophe naturelle au titre des dommages causés par la sécheresse en 1989, 2002, 2005, 2009 et 2011 et par des mouvements de terrain en 1983 et 1999.

## Toponymie
Le nom de la localité est attesté sous les formes Broia (1126-1147) / Bruia; [capelle de] Bruges (1276), [parrochia de] Bruja (1311) de prononciation [bryjə].
La signification du toponyme reste conjecturale, car un dérivé du thème celtique vroika / gallo-roman *brūca « bruyère » aurait donné en gascon Brugà et non Bruge(s).
La graphie restituée est Bruge.
Ses habitants sont appelés les Brugeais.

## Politique et administration

### Liste des maires
| Période                                  | Période  | Identité          | Étiquette    | Qualité                                                           |
| ---------------------------------------- | -------- | ----------------- | ------------ | ----------------------------------------------------------------- |
| Les données manquantes sont à compléter. |          |                   |              |                                                                   |
| mars 1963                                | 1995     | Raymond Manaud    |              |                                                                   |
| mars 1995                                | 2010     | Bernard Seurot    | RPR puis UMP |                                                                   |
| novembre 2010 (réélue en 2020)           | En cours | Brigitte Terraza, | DVG          | Fonctionnaire Vice-présidente de Bordeaux Métropole (depuis 2014) |

### Politique environnementale
Dans son palmarès 2024, le Conseil national de villes et villages fleuris de France a attribué trois fleurs à la commune.

### Jumelages
- Umkirch (Allemagne) depuis 1989
- Polanco (Espagne) depuis 2005[30]
- Leven (Écosse) depuis le 3 juillet 2016[30]

## Démographie
L'évolution du nombre d'habitants est connue à travers les recensements de la population effectués dans la commune depuis 1793. Pour les communes de plus de 10 000 habitants les recensements ont lieu chaque année à la suite d'une enquête par sondage auprès d'un échantillon d'adresses représentant 8 % de leurs logements, contrairement aux autres communes qui ont un recensement réel tous les cinq ans,.

En 2022, la commune comptait 20 382 habitants, en évolution de +13 % par rapport à 2016 (Gironde : +6,91 %, France hors Mayotte : +2,11 %).
| 1793  | 1800 | 1806 | 1821 | 1831 | 1836 | 1841 | 1846  | 1851  |
| ----- | ---- | ---- | ---- | ---- | ---- | ---- | ----- | ----- |
| 1 000 | 765  | 804  | 910  | 929  | 987  | 979  | 1 050 | 1 069 |

| 1856  | 1861  | 1866  | 1872  | 1876  | 1881  | 1886  | 1891  | 1896  |
| ----- | ----- | ----- | ----- | ----- | ----- | ----- | ----- | ----- |
| 1 241 | 1 287 | 1 326 | 1 458 | 1 508 | 1 637 | 2 000 | 1 982 | 2 271 |

| 1901  | 1906  | 1911  | 1921  | 1926  | 1931  | 1936  | 1946  | 1954  |
| ----- | ----- | ----- | ----- | ----- | ----- | ----- | ----- | ----- |
| 2 319 | 2 176 | 2 177 | 2 366 | 2 532 | 2 968 | 2 697 | 3 424 | 4 003 |

| 1962  | 1968  | 1975  | 1982  | 1990  | 1999   | 2006   | 2011   | 2016   |
| ----- | ----- | ----- | ----- | ----- | ------ | ------ | ------ | ------ |
| 5 349 | 6 612 | 7 610 | 7 686 | 8 753 | 10 610 | 12 955 | 15 512 | 18 037 |

| 2021   | 2022   | - | - | - | - | - | - | - |
| ------ | ------ | - | - | - | - | - | - | - |
| 20 215 | 20 382 | - | - | - | - | - | - | - |

| selon la population municipale des années : | 1968 | 1975 | 1982 | 1990 | 1999 | 2006 | 2009 | 2013 |
| Rang de la commune dans le département      | 18   | 17   | 21   | 21   | 21   | 19   | 19   | 16   |
| Nombre de communes du département           | 548  | 543  | 543  | 542  | 542  | 542  | 542  | 542  |

### Manifestations culturelles et festivités
La ville de Bruges propose quelques événements qui lui sont propres :
- la « Fête de la Saint-Pierre » se déroule  annuellement le dernier week-end de juin, en honneur à l'église éponyme. Cet événement qui dure trois jours propose entre autres des attractions sur la place en face de la Mairie ainsi qu'un feu d'artifice (parfois musical) depuis le terrain de football du stade municipal de Verdun ;
- le vide-grenier : se déroule annuellement le premier samedi du mois d'octobre ;
- la fête de la musique, le 21 juin de chaque année, propose une balade familiale à l'intérieur du parc Treulon où trois scènes (12 groupes) vous permettent d'apprécier des musiques de genres différents ;
- en plus de cette fête, la commune organise des événements réguliers classiques pour Noël, Halloween, ou bien encore le marché tous les samedis matin.

### Sports
- Entente Sportive de Bruges-Club Omnisport (ESB), créée en 1968, 19 sections, 2 600 licenciés.
- Entente Sportive de Bruges Handball, section regroupant plus de 300 licenciés ; pour la saison 2016-2017, l'équipe masculine senior participe au championnat de France de handball de Nationale 1 (3e échelon national).
- Entente Sportive Bruges-Blanquefort section rugby.
- Centre de voile de Bordeaux-Lac.
- Centre de remise en forme aquatique « Calicéo ».
- DOJO 114 - Centre regroupant quatre associations sportives et socio-culturelles: L'ASTD / Ju Jitsu Sekko Te Dori // L'Association Bardon: Kung fu// Tai chi chuan // Ki Kong  // MMA.

## Économie
- Nombres de demandeurs d'emploi en août 2018 : 1930[38].
- Revenu moyen par ménage : 32 038 € par an

## Culture locale et patrimoine

### Lieux et monuments
- Marais de Bruges, réserve naturelle de 262 ha.
- Le château de Treulon fait l’objet d’une inscription au titre des monuments historiques depuis 1962[39].
- L'église Saint-Pierre datant du XIIIe siècle. Le chœur (y compris la table de communion avec son ambon) fait l’objet d’une inscription au titre des monuments historiques depuis 1956[40].
- La chapelle Sainte-Germaine.
- La chapelle Sainte-Marie.

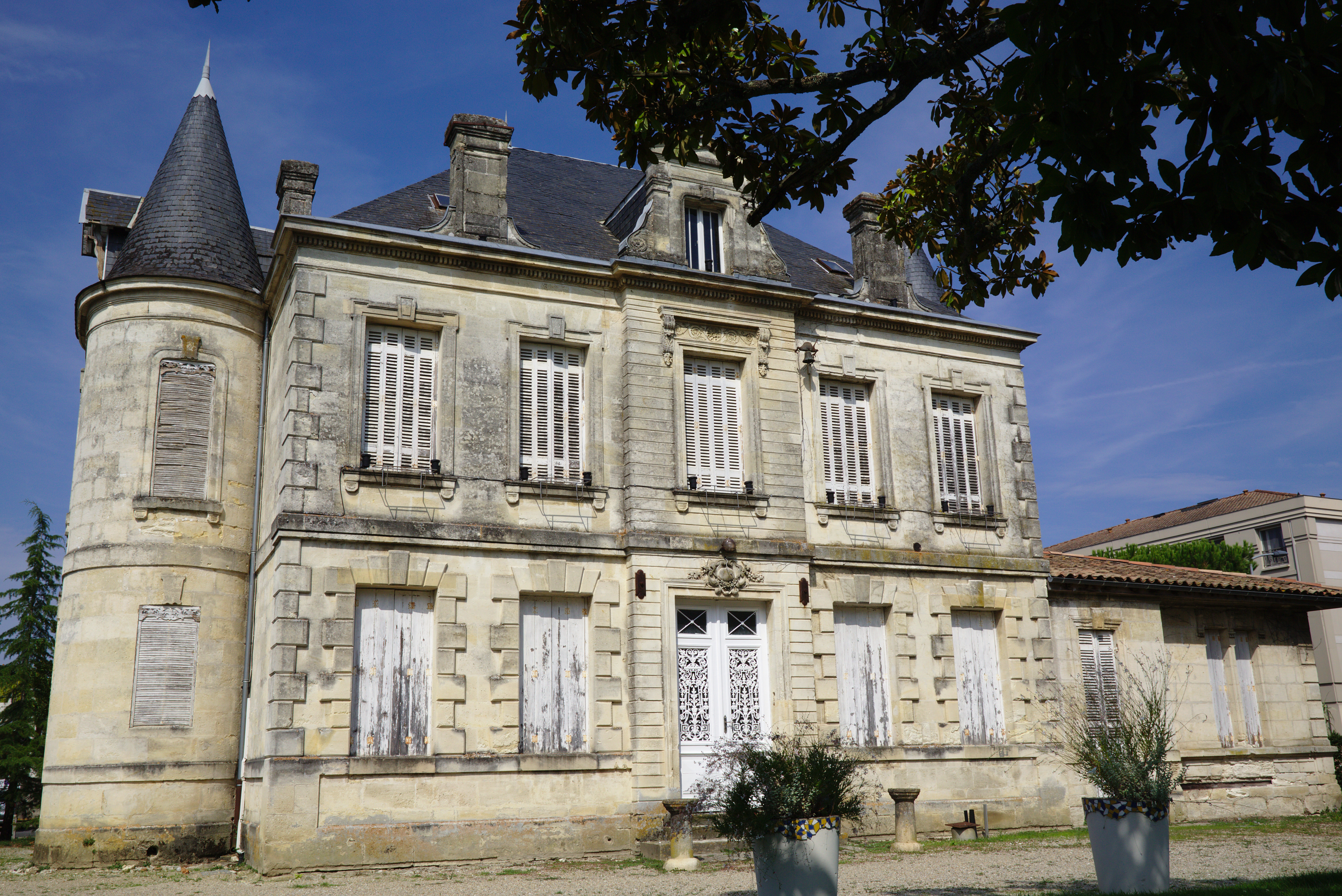
Le château des Borges.
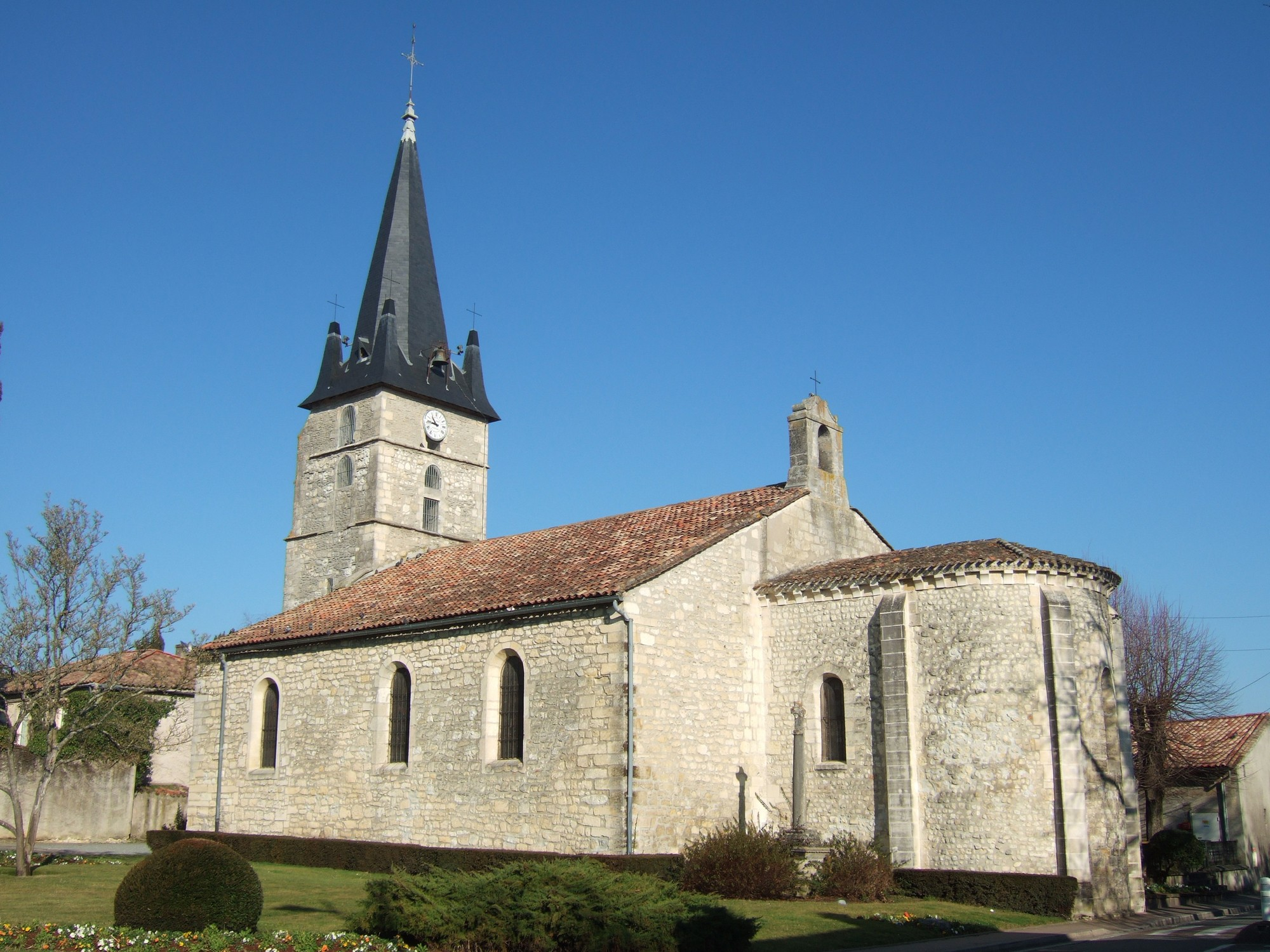
L'église Saint-Pierre.
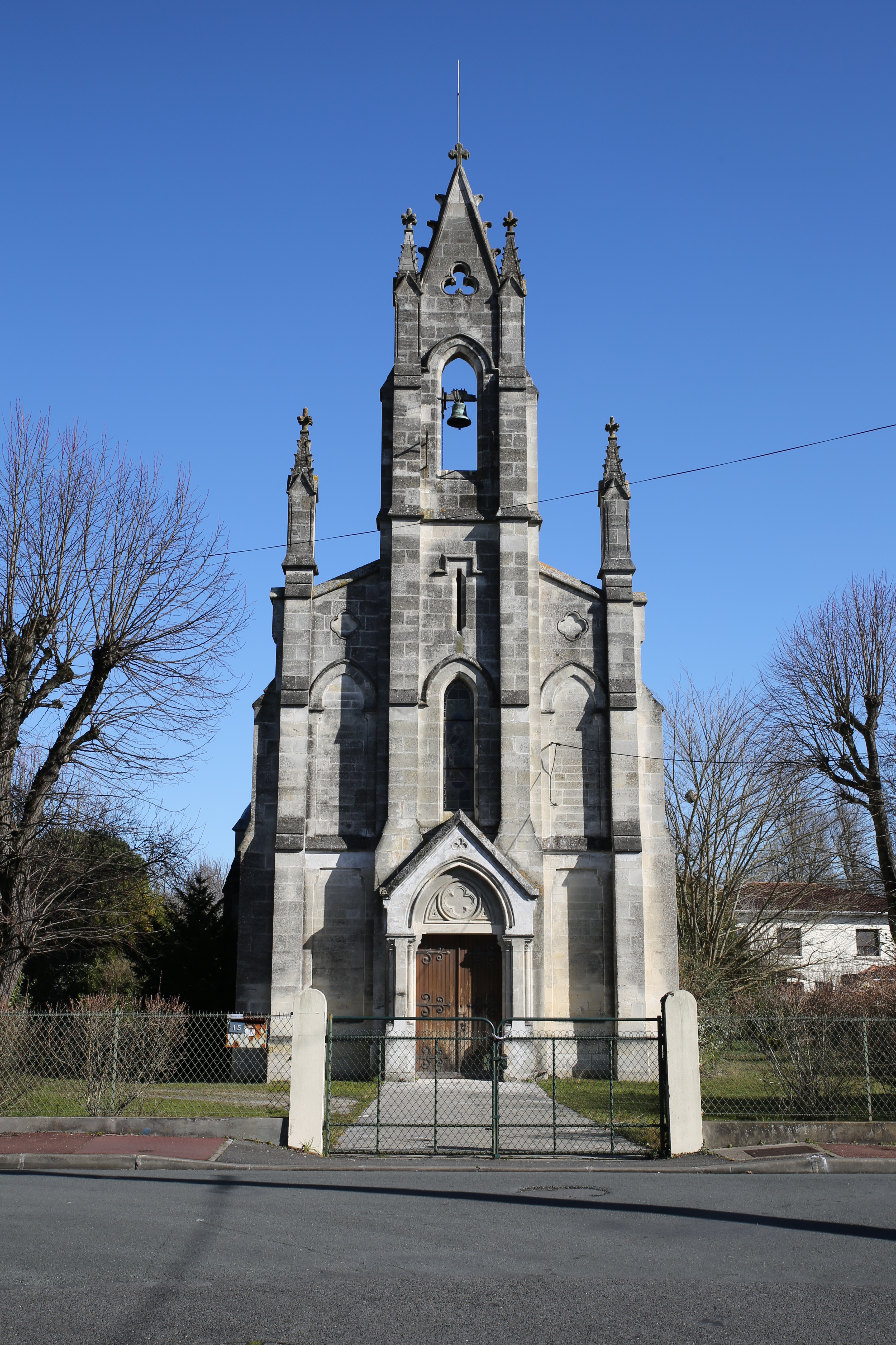
La chapelle Sainte-Germaine.
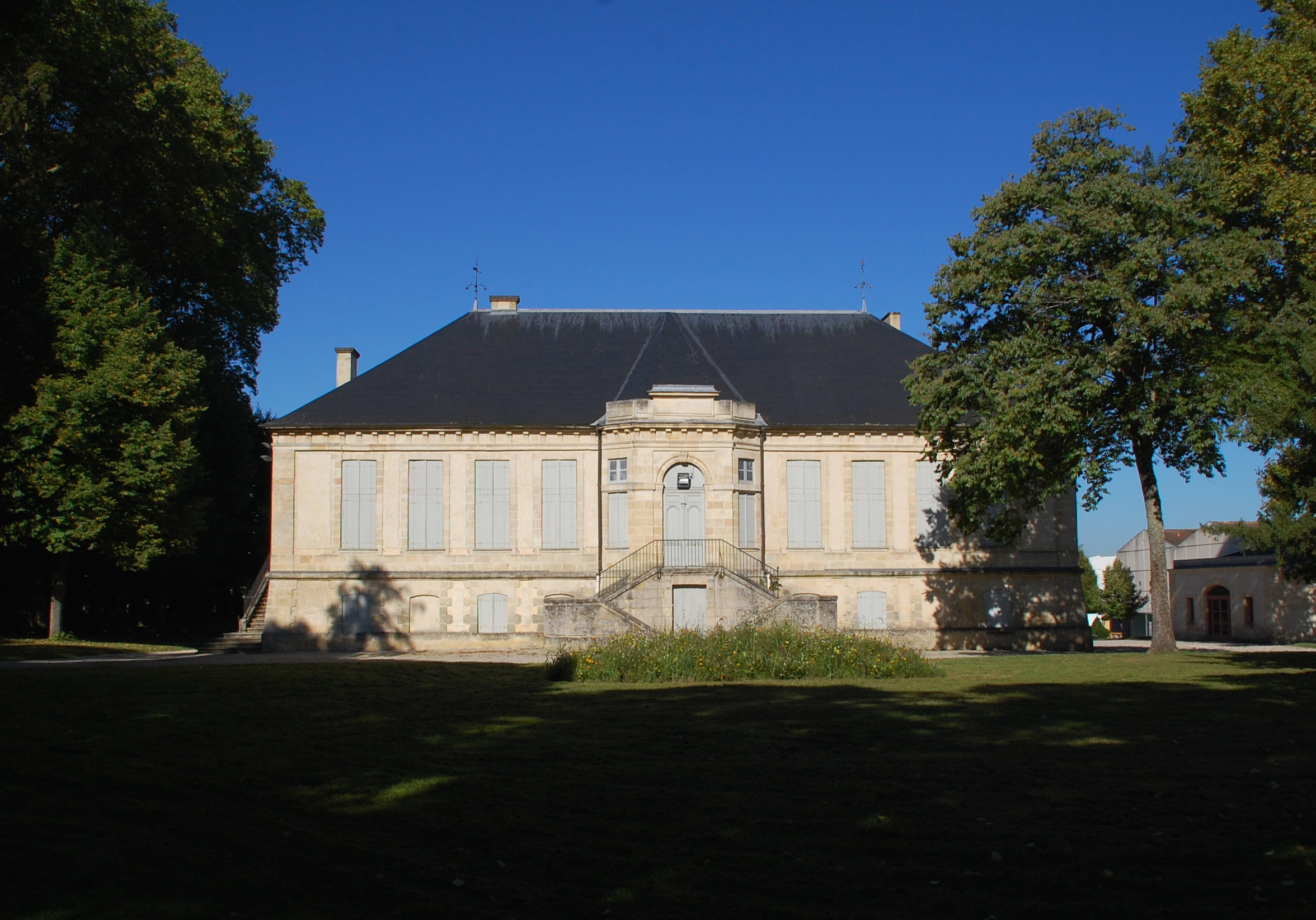
Le château de Treulon.

### Équipements culturels
La ville dispose d'un espace culturel où sont organisés de nombreux événements, spectacles et one-man show.

### Personnalités liées à la commune
- Alina Reyes, écrivain née dans la commune (1956).
- Matthieu Chalmé, footballeur, né dans la commune (1980).
- Vincent Duhagon, joueur de volley-ball, né dans la commune (1981).
- Mathieu Valbuena, footballeur, né dans la commune (1984).
- Anthony Pannier, nageur français, né à Bruges le 7 septembre 1988.
- Margaux Chatelier, actrice née dans la commune (1990).
- Jérémy Frérot, chanteur, né à Bruges le 17 mars 1990.
- Diane Douzillé, journaliste née dans la commune (1989).

### Héraldique
| Armes | Les armes de Bruges se blasonnent ainsi : Écartelé, au premier d'argent à la vache contournée de gueules, au deuxième de gueules aux trois grappes de raisin accolées tigées et feuillées d'argent, au troisième de gueules aux trois annelets d'argent, au quatrième d'azur aux trois vanneaux d'argent rangés en barre ; sur le tout, un écusson en losange d'or à la clef renversée d'argent, panneton à senestre ; le tout sommé d'un chef d'azur chargé de trois fleurs de lys d'argent. |